# Patrice Guirao
Pour les articles homonymes, voir Guirao.
Patrice Guirao, né en 1954 à Mascara (Algérie), est un parolier et romancier français.

## Biographie
Adolescent, Patrice Guirao et sa famille s'installent en Polynésie française. Il poursuit des études à l'ENAC pour devenir aiguilleur du ciel, profession qu'il abandonna rapidement pour se consacrer pleinement à l'écriture. De chansons d'abord, puis de comédies musicales et enfin, de livres. 
Patrice Guirao a contribué à l'écriture des textes de plusieurs comédies musicales (souvent avec Lionel Florence), dont notamment Les Dix Commandements, Cléopâtre, Le Roi Soleil, Mozart, l'opéra rock, Robin des Bois, Les Trois Mousquetaires, Alive (film musical), et plus récemment, Bernadette de Lourdes. 
Il a écrit des chansons pour de nombreux artistes, entre autres, Art Mengo (notamment, la quasi intégralité des textes de l'album Croire qu'un jour), Johnny Hallyday (Ça ne change pas un homme, L'Eldorado, Ça n'finira jamais), Florent Pagny, Calogero (Prendre racine…), Viktor Lazlo, Pascal Obispo, Jane Birkin, Mireille Mathieu Sacha Distel, Jenifer, Natasha Saint Pier, Daniel Lavoie, Garou, D Linx, Placido Domingo, Jean Pierre Mader, Patrick Fiori, Céline Dion (Greatest rewards) Peter Kingsbery, Stanislas, Sophia Essaidi , Isabelle Bouley, Bruno Pelletier, et bien d'autres. Par ailleurs il a signé plusieurs albums d'Art Mengo Un 15  août en février, Guerre d'amour, La mer n'existe pas, Croire qu'un jour ainsi que l'album Espace indécent d'Ute Lemper. l'album  "Mon inconnu" Peter Kingsbery. "L'instant d'après" pour David Lynx.
En 2000, il a écrit un livre pour enfants, illustré par sa fille, intituléTamariata, l'enfant nuage. 
Il est l’auteur de la saga de romans noir et humoristiques Al Dorsey - Le détective de Tahiti, composée de cinq tomes édités par Au vent des îles : Crois-le ! (2009) ; Lyao-Ly (2011) ; Si tu nous regardes (2012) ; Tu vois (2017). et "Rien n'est perdu" Cette saga d'enquêtes policières a fait l'objet d'une adaptation en sérié télévisée, réalisée par France Télévisions avec notamment Alban Casterman(''Engrenages'') dans le rôle principal d'Al Dorsey. 
En 2015, il publie À la lueur du sang, un thriller à lecture variable, construit par plans successifs où l'intrigue se referme peu à peu autour du protagoniste principal. 
ainsi que "#Mains de glace" un thriller dont l'action se déroule à Boston.
Il publie également chez R Laffont une saga :"les aventures de Lilith Trereia" dont le premier volume "Le Bucher de Mooréa" est sorti en mai 2019 le deuxième "Les Disparus de Pukatapus" en février 2020;
et le troisième tome "Rivage obscur". 
Patrice Guirao vit à Tahiti, en Polynésie française.

## Collaborations

### Parolier de chansons
- Années 1990-1994
  - 1990 : Où Trouver Les Violons (Art Mengo)
  - 1990 : Côté Cour (Art Mengo)
  - 1990 : Nadja (Art Mengo)
  - 1990 : Le Petit Prince (Art Mengo)
  - 1990 : Caïd Ali (Art Mengo)
  - 1990 : Demain, Demain (Art Mengo)
  - 1990 : La belle affaire (Art Mengo)
  - 1990 : Viens, je te hais (Art Mengo)
  - 1990 : Les parfums de sa vie (je l'ai tant aimée) (Art Mengo)
  - 1990 : L'amour codé (Art Mengo)
  - 1991 : Ça ne change pas un homme (Johnny Hallyday)
  - 1992 : Corre, corre (Art Mengo)
  - 1992 : Gino (Art Mengo)
  - 1992 : Nous nous désaimerons (Art Mengo)
  - 1992 : À 40 ans, la femme (Art Mengo)
  - 1992 : Magdeleine (Art Mengo)
  - 1992 : Je suis incendie (Art Mengo)
  - 1992 : Ma tombe (Art Mengo)
  - 1992 : Agonies d'amour (Art Mengo)
  - 1992 : Guerre d'amour (Art Mengo)
  - 1992 : Le courant charrie (Art Mengo)
  - 1992 : Tangos d'amour (Art Mengo)
  - 1992 : Quand les mots se taisent (Art Mengo)
- Années 1995-1999
  - 1995 : La Mer N'Existe Pas (Art Mengo)
  - 1995 : Laisse-Moi Partir (Art Mengo)
  - 1995 : Mon voisin (Art Mengo)
  - 1995 : Le crépuscule des vieux amants (Art Mengo)
  - 1995 : Et si la vie (Art Mengo)
  - 1995 : Ce qui sera (Art Mengo)
  - 1995 : La bure (Art Mengo)
  - 1995 : Pêcheur de lune (Art Mengo)
  - 1995 : Sur les moulins de tes chimères (Art Mengo)
  - 1995 : Avec indifférence (Art Mengo)
  - 1995 : J’ai pris tous les chemins (Art Mengo)
  - 1995 : Pendant que je cherchais (Art Mengo)
  - 1995 : Eclat Rimmel (Art Mengo)
  - 1997 : D’un amour à l’autre (Florent Pagny)
  - 1998 : La bulle (Jane Birkin)
  - 1999 : L’important c’est d’aimer (Pascal Obispo)
  - 1999 : L’eldorado (Johnny Hallyday)
- Années 2000-2004
  - 2000 : Les dix commandements (Je laisse à l'abandon, Il s'appellera Moïse, Le dilemme, Désaccord, À chacun son rêve, La peine maximum, Je n'avais jamais prié, Sans lui, Oh Moïse, La rencontre, Il est celui que je voulais, Celui qui va, Mais tu t’en vas, C’est ma volonté, Laisse mon peuple s’en aller, À chacun son glaive, L’inacceptable, L.I.B.R.E, Devant la mer, Mon frère, Une raison d’espérer, L’envie d’aimer)
  - 2000 : Y’a pas un homme qui soit né pour ça (Florent Pagny)
  - 2001 : Il n’y a que des hommes (Pablo Villafranca)
  - 2001 : On n’aime qu’une fois (Pablo Villafranca)
  - 2002 : Nos rendez-vous (Natasha St Pier)
  - 2002 : Tout plutôt qu’un jour (Lauren Faure)
  - 2002 : Prendre racine (Calogero)
  - 2002 : A la gueule des noyés (Calogero)
  - 2002 : Juste un peu de silence (Calogero, co-écrit avec Lionel Florence)
  - 2002 : Partir ou rester (Calogero, co-écrit avec Lionel Florence)
  - 2003 : L’amour à tous les droits (Ismaël Lo)
  - 2003 : Quand on cherche l’amour (Natasha St Pier)
  - 2004 : Ici (Isabelle Boulay)
  - 2004 : Ose (Jenifer)
  - 2004 : Comme un yoyo (Jenifer)
  - 2004 : Comme on se dit (Victoria Petrosillo)
  - 2004 : Les paravents chinois (Daniel Lavoie)
  - 2004 : Chasseur de mouches (Daniel Lavoie)
  - 2004 : Leïla (Daniel Lavoie)
  - 2004 : Les tickets (Daniel Lavoie)
  - 2004 : He l’Amor (Daniel Lavoie)
  - 2004 : Y’a la manière (Daniel Lavoie)
  - 2004 : Nos villes (Daniel Lavoie)
  - 2004 : Fais comme tu veux (Calogero)
  - 2004 : Je n'ai que nous à vivre (Calogero)
  - 2004 : Les hommes endormis (Calogero, co-écrit avec Zazie)
- Années 2005-2009
  - 2005 : On a les amours qu’on mérite (Chimène Badi)
  - 2005 : À genoux (Patrick Fiori)
  - 2005 : Le roi Soleil (Contre ceux d'en haut, Qu'avons-nous fait de vous, Je serai à lui, Être à la hauteur, Ça marche, Où ça mène quand on s'aime, Encore du temps, À qui la faute, Je fais de toi mon essentiel, S'aimer est interdit, Répartir, Pour arriver à moi, Un geste à vous, Entre ciel et terre, Alors d'accord, J'en appelle, Personne n'est personne, Et vice Versailles, La vie passe, Tant qu'on rêve encore)
  - 2006 : Même par amour (Garou)
  - 2006 : Plus tard (Magalie Vaé)
  - 2006 : A tout peser a bien choisir (Florent Pagny)
  - 2007 : Ailleurs (Viktor Lazlo)
  - 2007 : Quelle belle espérance (Michal)
  - 2007 : La liberté (Daniel Lavoie)
  - 2008 : Ca n’finira jamais (Johnny Hallyday)
  - 2008 : La belle de mai (Stanislas)
  - 2008 : J’irai te chercher (Natasha St Pier)
  - 2008 : Embrasse-moi (Natasha St Pier)
  - 2008 : On veut plus que de l’amour (Natasha St Pier)
  - 2008 : Cléopâtre (Le serment, Femme d'aujourd'hui, Une autre vie, Je serai fidèle, De l'ombre à la lumière, Tout sera stratagème, L'accord, Pour nous, Ça fait mal, Aujourd'hui et maintenant, Il faut partir, On s'aimera quand même, Tout est éphémère, Bien après l’au-delà, La vie reprend)
  - 2009 : Au sud du ciel (Stanislas)
  - 2009: tatou-moi (Mozart opéra rock)
- Années 2010-2014
  - 2010 : Laisser passer (Pauline)
  - 2013 : Gloria (Vincent Niclo)
  - 2013 : Robin des bois (La flèche ou la cible, Notthing Hill Nottingham, J'ai dit oui, Ne renoncez jamais, Un monde à changer, Terre, La providence, J'attendais, On est là pour ça, Y renoncer un jour, Tes blessures, Laissez-nous vivre, Devenir quelqu'un, Quinze ans à peine, Lui sait qui je suis, À nous, Un ami comme toi, Elles portent en elles, Gloria, Le jour qui se rêve, Si l'amour existe)
- Années 2015-2019
  - 2015 : Les trois mousquetaires (De mes propres ailes, Un jour, Face à face, Je t'aime c'est tout, Je suis cash, On my mind, Et si c'était lui, Ho hé, Seul contre tous, Reste, Tout est écrit, Tous pour un, J'ai besoin d'amour comme tout le monde, Levons-nous)

## Romancier
Original dans son style et la construction de ses romans[réf. nécessaire], Patrice Guirao a écrit aussi bien des romans policiers que des thrillers, ainsi qu'un album jeunesse. 
- Patrice Guirao (ill. Sydélia Guirao), Tamariata, l'enfant nuage, Pirae (Tahiti), Au vent des îles, 2000, 33 p. (ISBN 2-909790-86-X)
- Patrice Guirao, Crois-le ! : roman, Pirae (Tahiti), Au vent des îles, 372 p. (ISBN 978-2-915654-64-6)
- Lyao-ly, éditions Au vent des îles, 2011
- Si tu nous regardes, éditions Au vent des îles, 2012
- Tu vois ! éditions Au vent des îles, 2018
- À la lueur du sang, éditions Au vent des îles, 2015

### Série Lilith Tereia
1. Le Bûcher de Moorea, Robert Laffont, 2019
2. Les Disparus de Pukatapu, Robert Laffont, 2020
3. Rivage obscur, Robert Laffont, 2022

### Série Al Dorsey
1. Rien n'est perdu, éditions Au vent des îles, 2022